# Frederiksberg-Hallerne
Frederiksberg-Hallerne er et halanlæg på Frederiksberg, hvor bl.a. håndboldklubben København Håndbold spiller deres kampe.
Hallerne blev bygget i 2000 og har 1.400 pladser, heraf 940 siddepladser. Der var første gang fuldt hus i en kamp mod Viborg HK 14. marts 2001.
Tidligere har hallen været hjemmebane for FCK Håndbold.
Hallerne bruges også indimellem til andre aktiviteter, f.eks. loppemarkeder. Tre-fire gange årligt afholdes desuden Dansk Legetøjsmarked med salg af gammelt legetøj til voksne samlere, og hvor især boderne med modeltog tiltrækker mange.